# Alexandre Halot
Alexandre Jules Guillaume Marie Halot (Molenbeek, 30 juni 1861 - Brussel, 15 april 1927) was een Belgisch senator.

## Levensloop
Halot promoveerde tot doctor in de rechten. Hij werd consul van Japan.
In 1913 werd hij katholiek senator voor het arrondissement Brussel in vervanging van de overleden Ferdinand de Marnix de Sainte-Aldegonde en vervulde dit mandaat tot in 1919. Hij was opnieuw korte tijd senator in 1920-1921.

## Publicaties
- La colonisation du Tonkin et les aptitudes coloniales du peuple francais, Brussel, 1898.
- Traité de la situation légale des étrangers en Belgique, Brussel, 1900.
- L'évolution des partis politiques en Belgique, Parijs, 1899.
- La Belgique sans le Congo, Brussel, 1904.
- L'Extrême-Orient: Études d'hier, Évenements d'aujourd'hui, Brussel, 1905.
- Vingt-cinq ans de civilisation au Congo, Brussel, 1907; 2e ed., Brussel, 1908.
- Le traité du 19 avril 1939, 1921